# Sistemazione a larghe

Schema. cap: capezzagna; cpf: capofosso; scl: scolina; st: stradone

La sistemazione a larghe o alla ferrarese o larga ferrarese è una tradizionale sistemazione idraulico-agraria del terreno in uso nella Pianura Padana, adatta alla regimazione idraulica di terreni di medio impasto.
La sistemazione è costituita da appezzamenti di forma rettangolare, larghi 30-50 metri e lunghi circa 200 metri. Nel tempo si è portata la lunghezza anche fino a 800 metri per migliorare le condizioni per la meccanizzazione. La baulatura è longitudinale, con linea di colmo disposta lungo la mezzeria dell'appezzamento e linee di pendenza orientate simmetricamente verso i lati maggiori. Nella tipologia tradizionale non era contemplata la presenza di filari di piante arboree, prevista, invece, nella sistemazione a prode. 
L'affossatura comprende fossi di raccolta sia longitudinali sia trasversali: le scoline affiancano l'appezzamento in corrispondenza dei lati maggiori e confluiscono in capofossi, disposti lungo le testate di più appezzamenti allineati. Ogni appezzamento è servito da una capezzagna, in corrispondenza di una delle testate, e affiancato da un capofosso, che scorre lungo la testata opposta. Le capezzagne confluiscono in strade di servizio aziendali o vicinali (stradoni). L'incidenza delle tare è dell'ordine del 6-8%, in funzione della tessitura del terreno e, soprattutto, della lunghezza degli appezzamenti.
Questa sistemazione è meno efficace, dal punto di vista idraulico, rispetto ad altre diffuse nella Pianura Padana, perciò meno adatta per terreni di difficile regimazione come, ad esempio, quelli ad alto tenore in limo o in argilla. D'altra parte è più adatta alla meccanizzazione dei seminativi, per la forma regolare degli appezzamenti, l'assenza di piante arboree, la lunghezza relativa delle larghe. L'unico elemento che ostacola la meccanizzazione è la presenza dei capofossi trasversali, che possono rappresentare un intralcio alla manovra nelle testate. Per tale motivo, gli adattamenti alla meccanizzazione richiedono il distanziamento dei capofossi o, eventualmente, la copertura, investimento non trascurabile dal punto di vista economico. Nel complesso gli adattamenti e le modifiche strutturali hanno consentito alla sistemazione a larghe la sopravvivenza, sia pure con varianti più semplificate, rispetto ad altri sistemi caduti in disuso con la meccanizzazione.